# Boardman (Carolina del Nord)
Boardman és una població dels Estats Units a l'estat de Carolina del Nord. Segons el cens del 2000 tenia 202 habitants.

## Demografia
Segons el cens del 2000, Boardman tenia 202 habitants, 79 habitatges i 54 famílies. La densitat de població era de 25 habitants per km².
Dels 79 habitatges en un 22,8% hi vivien nens de menys de 18 anys, en un 39,2% hi vivien parelles casades, en un 24,1% dones solteres, i en un 30,4% no eren unitats familiars. En el 29,1% dels habitatges hi vivien persones soles el 13,9% de les quals corresponia a persones de 65 anys o més que vivien soles. El nombre mitjà de persones vivint en cada habitatge era de 2,56 i el nombre mitjà de persones que vivien en cada família era de 3,15.
Per edats la població es repartia de la següent manera: un 23,8% tenia menys de 18 anys, un 9,4% entre 18 i 24, un 28,7% entre 25 i 44, un 22,3% de 45 a 60 i un 15,8% 65 anys o més.
L'edat mediana era de 38 anys. Per cada 100 dones de 18 o més anys hi havia 69,2 homes.
La renda mediana per habitatge era de 20.500 $ i la renda mediana per família de 28.333 $. Els homes tenien una renda mediana de 25.500 $ mentre que les dones 20.417 $. La renda per capita de la població era de 10.339 $. Entorn del 19% de les famílies i el 27,6% de la població estaven per davall del llindar de pobresa.

## Poblacions més properes
El següent diagrama mostra les poblacions més properes.